# Mistrovství světa v zápasu ve volném stylu 1970
Mistrovství světa v zápasu ve volném stylu 1970 se uskutečnilo v Edmontnu,  Kanada.   

## Přehled medailí

### Volný styl
| Kategorie | Zlato                   | Stříbro               | Bronz                     |
| --------- | ----------------------- | --------------------- | ------------------------- |
| 48 kg     | Ebráhím Džavádí         | Akihiko Umeda         | Roman Dmitrijev           |
| 52 kg     | Ali Rıza Alan           | Bajo Baev             | Mohammad Ghorbani         |
| 57 kg     | Hideaki Yanagida        | An Jae-woon           | Jančo Patrikov            |
| 62 kg     | Shamseddin Seyed-Abbasi | Kiyoshi Abe           | Michael Young             |
| 68 kg     | Abdollah Movahed        | Ismail Juseinov       | Bobby Douglas             |
| 74 kg     | Wayne Wells             | Mohammad Farhangdoust | Danzandarjaagiin Sereeter |
| 82 kg     | Jurij Šachmuradov       | Tatsuo Sasaki         | Vasile Iorga              |
| 90 kg     | Gennadij Strachov       | Bill Harlow           | Makoto Kamada             |
| 100 kg    | Vladimir Guljutkin      | Larry Kristoff        | Gıyasettin Yılmaz         |
| +100 kg   | Alexandr Medveď         | Osman Duraliev        | Peter Germer              |

## Týmové hodnocení
| Pořadí | Muži volný styl | Muži volný styl |
| Pořadí | Tým             | Body            |
| ------ | --------------- | --------------- |
| 1      | Sovětský svaz   | 40              |
| 2      | USA             | 31.5            |
| 3      | Írán            | 27.5            |
| 4      | Japonsko        | 27              |
| 5      | Bulharsko       | 25.83           |
| 6      | Turecko         | 16.5            |